# Pajtás (fényképezőgép)

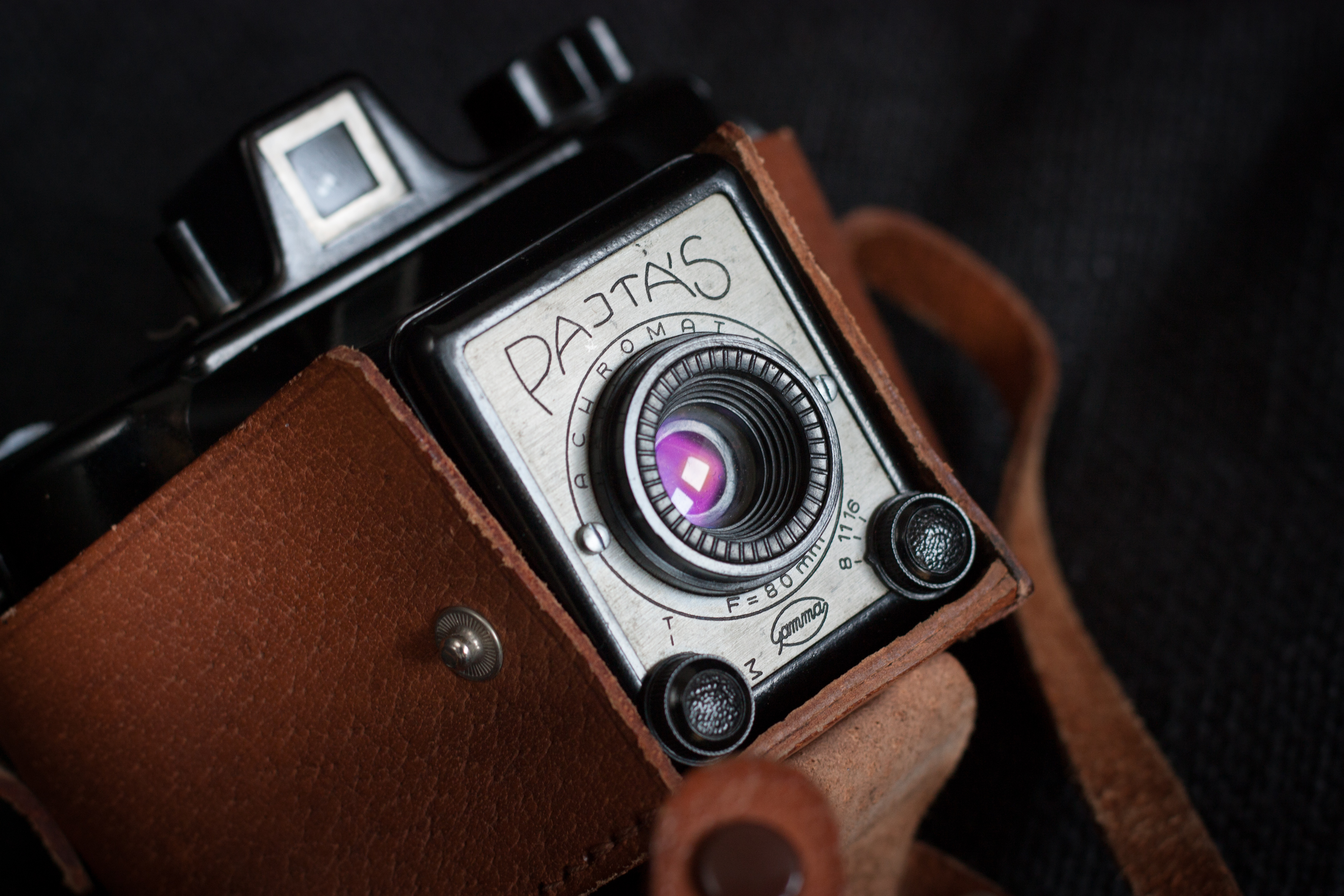

A Pajtás 6x6-os box fényképezőgépet a Gamma Optikai Művek gyártotta 1955 és 1962 között. A Szabad Nép  ekkor meg is írta, hogy egy év alatt már 25 ezer darab készül belőle, majd 1955 és 1961 között 170 ezer darabot gyártott a Gamma, majd a Finommechanikai Vállalat. A kamera 221 forint 54 fillérbe került. 1956-ban Superbox néven szabadalmaztatták a javított változatát, de végül nem is gyártották.
A gép objektívje egy Achromat volt. Fényereje: 1:8. 80 mm-es gyújtótávolsága viszonylag magas a rollfilmes gépek világában, ezért viszonylag messzire kellett állni ahhoz, hogy beleférjen a téma képbe. Élességállításra nem volt lehetőség, de az többnyire nem is hiányzott. Az 1/30 egyetlen záridő a kézből történő fényképezés alsó határán volt.
Három féle rekesznyílása volt, f/8, f/11, és f/16. A viszonylag hosszú záridő miatt alacsonyabb érzékenységű film is megfelelt a géphez.